# رابرت بری
رابرت بری (انگلیسی: Robert Berry؛ زادهٔ ۱ ژانویه ۲۰۰۰) یک موسیقی‌دان اهل ایالات متحده آمریکا است. وی از سال ۱۹۷۵ میلادی تاکنون مشغول فعالیت بوده‌است.